# Castiglione László
Castiglione László (Budapest, 1927. november 14. – Budapest, 1984. április 2.) magyar régész, művészettörténész, a történelem-tudományok kandidátusa (1961) a történelem-tudományok doktora (1975).

## Életpályája és munkássága
A budapesti Eötvös Loránd Tudományegyetemen végzett klasszikus archaeológiai tanulmányokat 1945–1949 között. 1949–1957 között a Szépművészeti Múzeum Antik osztályának tudományos munkatársa, 1957–1958 között osztályvezetője volt. 1953–1954 között a Magyar Tudományos Akadémia II. Osztálya főelőadója volt. 1956–1960 között az MTA–TMB önálló aspiránsa volt. 1958-ban alapító tagja a Magyar Tudományos Akadémia Régészeti Kutató Csoportjának. 1960–1963 között a Magyar Tudományos Akadémia II. Osztálya régészeti és művészettörténeti referenseként dolgozott. 1963–1964 között a Magyar Tudományos Akadémia Régészeti Kutatócsoportjának tudományos munkatársaként tevékenykedett. 1964-ben a núbiai Abdallah Nirqiben az UNESCO keretében folyó ásatások vezetője volt. 1964–1980 között a Régészeti Intézet igazgató-helyettese volt. 1968–1984 között szerkesztette az Acta Archaeologiát, alapítója és kiadója volt az intézet tudományos folyóiratainak. 1980–1984 között a Magyar Tudományos Akadémia Régészeti Intézetének tudományos tanácsadója volt.
1954-től a Magyar Régészeti és Művészettörténeti Társaság, valamint az Ókortudományi Társaság választmányi tagja volt. 1958-tól a Nemzetközi Klasszika-archeológiai Társaság tagja volt. 1960-tól a Nemzetközi Papírológiai Társaság tagja volt. 1963-tól tagja volt a Magyar Tudományos Akadémia Régészeti Bizottságának. 1970-től volt a tagja a Nemzetközi Núbiológiai Társaságnak. 1971-től a Német Régészeti Intézet levelező tagja volt.
Tanulmányútjain bejárta Európa nagy gyűjteményeit, hosszabb időt töltött Egyiptomban. Fő kutatási területe a görög és római kor művészet-, társadalom- és vallástörténete volt. Egyiptom kultúrájának egyik legkitűnőbb, nemzetközileg elismert szakembere volt. E tárgykörben hazai és külföldi folyóiratokban jelentek meg tanulmányai. Tudományos eredményei nemcsak a klasszikus régészet, hanem az ókortudomány határterületeinek kutatása szempontjából is alapvető fontosságúak. Számos hazai és külföldi tudományos társaság tagja volt.
Sírja a Farkasréti temetőben található.

## Családja
Szülei: Castiglione László és Bozóky Erzsébet pedagógusok voltak. 1951–1954 között Kováts Valéria (1925–2017) régész volt a felesége. Második felesége Varga Edith (1931–2020) egyiptológus, muzeológus volt. Egy fia született: Tamás (1968–1991).

## Művei
- A rabszolgatartó társadalmak művészete (Művészettörténeti Kiskönyvtár. 2. Budapest, 1952)
- Művészettörténet a Népművelési Gimnázium számára. Ókor. (Budapest, 1953)
- Az archaeologia fogalma és helyzete a tudományok rendszerében (Budapest, 1954)
- Az egyiptomi kultuszok császárkori ábrázolásaihoz. A praenestei mozaik (Antik Tanulmányok, 1955)
- A hellenisztikus Sarapis-kultusz és ábrázolás kialakulása. Kandidátusi értekezés (Budapest, 1960)
- A római köztársaságkor művészete (Budapest, 1961)
- Görög művészet (Budapest, 1961, 1968)
- A római császárkor művészete (Budapest, 1962)
- A soproni Silvanus-oltár hátoldalának ábrázolásához. – A korai szinkretizmus kérdéséhez (Antik Tanulmányok, 1962)
- A magyar régészettudomány időszerű elméleti és módszertani problémái (MTA II. Osztálya Közleményei, 1963)
- Abdallah Nirqi, 1964. Az MTA núbiai expedíciójának ásatása (Magyar Tudomány, 1965)
- Egy ismeretlen egyiptomi kultusz-szokás (Antik Tanulmányok, 1966)
- A régi Róma aranykora (Maróti Egonnal, Horváth István Károllyal. 24 táblával, 2 kihajtható térképpel) (Európa nagy korszakai. Budapest, 1967)
- Núbia, a középkori művészet új tartománya (Művészet, 1968)
- Az amerikai régészet antropológiai irányzatáról (Antik Tanulmányok, 1971)
- Az ókor nagyjai (Budapest, 1971, 1984)
- Római művészet (Budapest, 1971, 1978)
- Pompeji (Budapest, 1973)
- A római művészet világa (Budapest, 1974)
- Pompeji szobrászatához a colonia alapításának idejében (Antik Tanulmányok, 1974; németül: 1975)
- A római művészet kialakulásának társadalmi és ideológiai mozgatói. Doktori értekezés (Budapest, 1974)
- Pompeji Herculaneum (Budapest, 1979)
- Hellénisztikus művészet (Budapest, 1980, 2. kiadás: 1996)

## Díjai
- Akadémiai Díj (1962)
- Kuzsinszky Bálint-emlékérem (1963)
- Munka Érdemrend ezüst fokozata (1967)